# Soufian Echcharaf
Soufian Echcharaf, né le 19 mai 1994 à Utrecht aux Pays-Bas, est un footballeur néerlando-marocain évoluant avec l'équipe du Rapide Oued Zem.

## Biographie

### Carrière en club

#### Formation à De Graafschap
Soufian Echcharaf naît et grandit à Utrecht aux Pays-Bas. D'origine marocaine, il est à sa jeunesse inspiré d'une carrière footballistique. Il commence le football à l'USV Elimkwijk avant d'intégrer le centre de formation du FC Utrecht. Il y évolue pendant deux saisons avant d'être repéré par les scouts du Vitesse Arnhem. Joueur clé chez les -19 ans du Vitesse Arnhem, il est invité en 2013 pour passer un test chez les amateurs du club du De Graafschap. Il finit par signer un contrat de deux ans jusqu'en mi-2015 au sein du club néerlandais. 
Il commence sa carrière professionnelle en 2013 lors d'un match de championnat opposant De Graafschap au Jong Ajax en deuxième division néerlandaise. Il évoluera pendant deux ans chez les Superboeren et accumulera 51 matchs, marquant un but et délivrant quatre passes décisives. En juillet 2015, alors que le joueur s'apprête à renouveler le contrat, le club décide de rompre avec le néerlando-marocain. Ce dernier sera libre de tous contrat pendant deux saisons.

#### Départ au Maroc
Le 8 août 2017, le Chabab Rif Al Hoceima décide d'intégrer le jeune binational dans ses rangs, à noter que ce dernier est originaire de la ville d'Al Hoceïma. Il joue une saison complète en Botola Pro, marquant deux buts en 31 matchs. Il termine la saison à la 13ème place du championnat. 
Le 3 août 2018, il signe un contrat de deux ans au sein du club de l'Ittihad de Tanger, champion en titre de la Botola Pro.